# مسعوده کروخی
مسعوده کروخی (زاده ۱۳۳۸ ولسوالی کرخ - ولایت هرات) سیاستمدار افغانستانی و نماینده مردم ولایت هرات در دوره شانزدهم مجلس نمایندگان است. وی در مجلس شانزدهم نمایندگان افغانستان عضو کمیسیون امور زنان، جامعه مدنی و حقوق بشر می‌باشد.

## زندگی‌نامه
مسعوده کروخی زاده ۱۳۳۸ از ولسوالی کرخ ولایت هرات است. وی تحصیلات متوسطه خود را در لیسه/دبیرستان هرات به اتمام رسانید و سند لیسانس در رشته شیمی و بیولوژی را کسب کرده‌است.

## دیگر فعالیت‌ها
دیگر فعالیت‌های وی:
- ۲۸ سال سابقه فعالیت اجتماعی.
- عضو مرکز انکشافی زنان ولایت هرات.
- عضو لویه جرگه‌های اضطراری، عنعنوی، ملی مشورتی صلح.
- مسئول بورد مشورتی در مجتمعات خدماتی ولایت هرات
- مسئول کمیسیون امور زنان مجمع مشارکت ملی و مدنی.